# Pachymitus cardaminoides
Pachymitus es un género monotípico de fanerógamas de la familia Brassicaceae. Su única especie: Pachymitus cardaminoides, es originaria de Australia. Se presenta en los estados de Nueva Gales del Sur, Victoria y Australia del Sur.

## Descripción
Pachymitus cardaminoides es un pequeño arbusto herbáceo que alcanza un tamaño de hasta 30 cm de altura. Se encuentra en el interior de Nueva Gales del Sur, Victoria y Australia del Sur.

## Taxonomía
Originalmente recogido de cerca de la desembocadura del río Murray, la especie fue descrita originalmente como Sisymbrium cardaminoides por Ferdinand von Mueller en 1855, antes de que el género Pachymitus fue presentado por Otto Eugen Schulz en 1924.
Pachymitus cardaminoides fue descrita por (F.Muell.) O.E.Schulz y publicado en Opredelitel' Vissih Rastenii Baskirskoj ASSR IV–105(86): 266. 1924.
Sinonimia
- Blennodia lucae (F. Mull.) Maiden & Betche
- Erysimum lucae F.Muell.
- Pachymitus lucae (F. Mull.) O.E. Schulz
- Sisymbrium cardaminoides F. Mull.
- Sisymbrium lucae (F. Mull.) F. Mull.[7]